# Parc omnisports Suzanne-Lenglen
Le parc omnisports Suzanne-Lenglen est un jardin public du 15e arrondissement de Paris.

## Situation et accès
Le parc est situé au 2, rue Louis-Armand, et circonscrit par le boulevard Gallieni et le boulevard des Frères-Voisin.
Le site est desservi par la ligne de tramway T2 à la station Suzanne Lenglen, à proximité par la ligne 8 du métro et par la ligne de tramway T3a à la station Balard.
Il est à proximité de la sortie Porte de Sèvres du boulevard périphérique.

## Origine du nom
Il rend hommage à la joueuse de tennis française Suzanne Lenglen (1899-1938).

## Historique
Créé en 1977 à la limite de la commune d'Issy-les-Moulineaux, le parc est situé entre le parc sportif Aquaboulevard et l'héliport de Paris - Issy-les-Moulineaux, à proximité de la base aérienne 117, accueillant, l'état-major de l'armée de l'air. Il est accessible par la rue Louis-Armand ainsi que par le boulevard des Frères-Voisin, et la rue Henry-Farman.
La mairie de Paris annonce en septembre 2022 l'adjonction de 3,5 hectares supplémentaires au parc d'ici 2025, pris à l'héliport, dans le cadre d'un projet de relance de l'Aquaboulevard et ses environs.

## Équipements

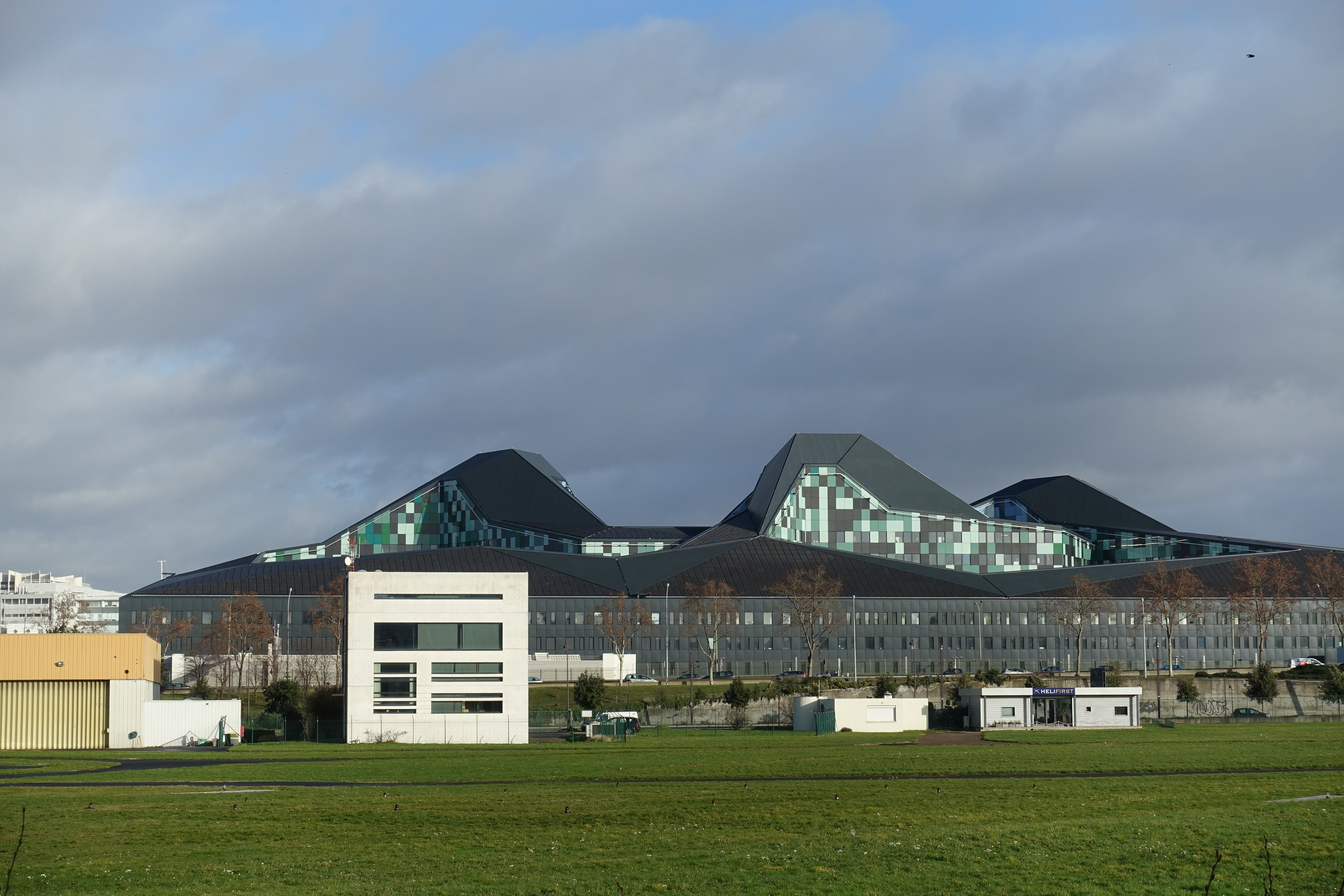
Hexagone Balard vu depuis le centre sportif Suzanne-Lenglen.

De nombreuses aires de sport (football, tennis, boules, rugby, athlétisme, basket-ball et handball) sont disséminées au sein de longues allées sinueuses abondamment plantées et de petites collines artificielles.
On trouve aussi une aire de jeux pour enfants avec toboggans et balançoires et une mare écologique.
Une particularité est que les terrains de sport sont intégrés au jardin paysager, permettant tant aux sportifs de pratiquer dans un cadre agréable qu'aux promeneurs de côtoyer les sportifs au plus près.
Plusieurs terrains sont en cours d'équipement en gazon artificiel (2010).[Passage à actualiser]
En mai 2017, le Conseil de Paris valide l'aménagement d'une ferme pédagogique dans le parc, La Ferme de Suzanne.